# Urbano Rivera
Urbano Rivera (1 de abril de 1926) é um ex-futebolista uruguaio que atuava como meia.

## Carreira
Urbano Rivera fez parte do elenco da Seleção Uruguaia de Futebol, na Copa do Mundo de 1954.